# Jack Smith (Jurist)

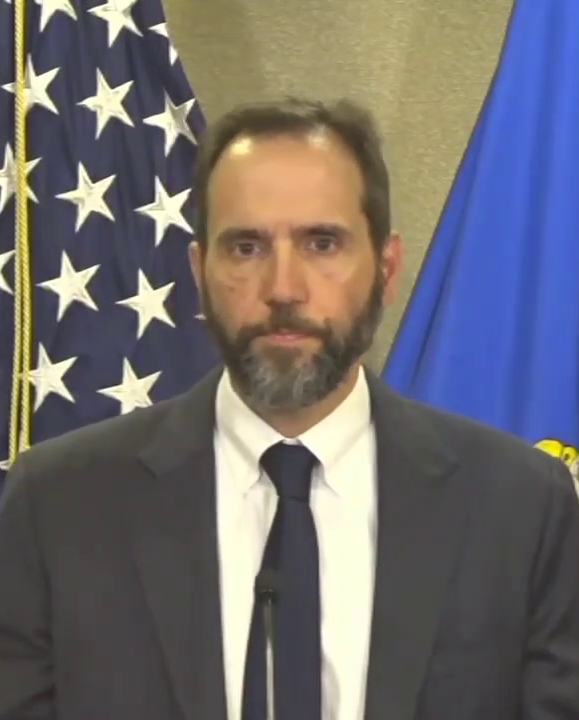
Jack Smith (2023)

John Luman „Jack“ Smith (geb. 5. Juni 1969) ist ein US-amerikanischer Jurist, der im Justizministerium der Vereinigten Staaten als stellvertretender und als amtierender United States Attorney sowie als Leiter der „Public Integrity Section“ (PIN) des Justizministeriums tätig war. Er war außerdem Chefankläger des Kosovo Specialist Chambers and Specialist Prosecutor’s Office, eines internationalen Tribunals in Den Haag, das mit der Untersuchung und Verfolgung von Kriegsverbrechen im Kosovokrieg beauftragt wurde. Im November 2022 ernannte der United States Attorney General Merrick B. Garland Smith zum unabhängigen Sonderermittler, der für die Überwachung zweier bereits bestehenden strafrechtlichen Ermittlungen des Justizministeriums gegen Donald Trump zuständig ist – drei Tage nachdem Trump seine Präsidentschaftskampagne für 2024 angekündigt hatte. Untersucht wurde Trumps Rolle beim Sturm auf das Kapitol am 6. Januar 2021, außerdem der Umgang mit Regierungsunterlagen einschließlich geheimer Dokumente. Im Juni 2023 führte der Fall des Umgangs mit geheimen Unterlagen zu einer Anklageschrift gegen Trump, im August der Fall des Kapitol-Sturms zu einer weiteren. Trump hatte angekündigt, Smith nach seinem Amtsantritt zu entlassen; nach dessen Wahlsieg wurden beide Strafverfahren eingestellt. Smith trat im Januar 2025 noch vor Trumps Amtseinführung zurück.

## Lebensweg
Smith wurde am 5. Juni 1969 geboren und wuchs in Clay, einem Vorort von Syracuse, im Staat New York auf. Sein Vater war Bauzeichner für Klimaanlagen, während seine Mutter die meiste Zeit Hausfrau war. Er machte 1987 seinen Abschluss an der High School in Liverpool im Onondaga County, wo er Football und Baseball spielte. Im Anschluss studierte er Politikwissenschaften an der State University of New York in Oneonta („SUNY Oneonta“) und schloss 1991 mit einem Bachelor of Arts summa cum laude ab. Anschließend besuchte Smith die Harvard Law School, die er 1994 mit dem akademischen Grad des Juris Doctor cum laude abschloss.

### Karriere als Staatsanwalt

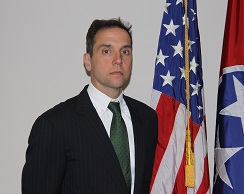
Smith im Jahr 2017 als amtierender US-Staatsanwalt für den mittleren Bezirk von Tennessee

Nach seinem Abschluss an der Harvard Law School trat Smith in das Büro des Bezirksstaatsanwalts von Manhattan (englisch Manhattan District Attorney) ein, wo er als stellvertretender Bezirksstaatsanwalt (District Attorney) tätig war. Er gehörte zu den Abteilungen für Sexualstrafrecht und häusliche Gewalt im Büro des District Attorneys. 1999 nahm er eine Tätigkeit als United States Attorney im östlichen Bezirk von New York (englisch Eastern District of New York) auf. Als stellvertretender US-Staatsanwalt (deutsch Assistant United States Attorney (AUSA)) im Büro in Brooklyn verfolgte er die Polizeibeamten, die Abner Louima misshandelt und sexuell missbraucht hatten, und führte den Fall zur – später wieder aufgehobenen – Todesstrafe gegen Ronell Wilson, der zwei Angehörige des New York City Police Department ermordet hatte.
Von 2008 bis 2010 arbeitete Smith als Ermittlungskoordinator für das Büro des Anklägers des Internationalen Strafgerichtshofs (ICC) in Den Haag in den Niederlanden. In dieser Position beaufsichtigte er Verfahren gegen Regierungsbeamte und Milizionäre, die wegen Kriegsverbrechen und Völkermord angeklagt waren. Im Jahr 2010 kehrte Smith in die USA zurück und wurde Leiter der „Public Integrity Section“ (PIN) des US-Justizministeriums. Zu seinen ersten Aufgaben gehörte die Bewertung laufender Ermittlungen; er empfahl, die Verfahren gegen mehrere Mitglieder des Kongresses einzustellen.
Er war fünf Jahre lang Chef der „Public Integrity Section“ (PIN) des US-Justizministeriums, wo er eine Reihe von Korruptionsfällen verfolgte, darunter die Fälle gegen den Gouverneur von Virginia, Bob McDonnell, den US-Abgeordneten Rick Renzi, Jeffrey Alexander Sterling, einen Agenten des US-Geheimdienstes Central Intelligence Agency (CIA), der nationale Geheimnisse weitergegeben hatte, den Sprecher des New York State Assembly, Sheldon Silver, und den Senator von North Carolina, John Edwards. McDonnell, Renzi, Sterling und Silver wurden für schuldig befunden, wobei der Oberste Gerichtshof das Urteil gegen McDonnell später einstimmig aufhob und an ein Appellationsgericht verwies; das Verfahren gegen Edwards wurde eingestellt.
Im Jahr 2015 wurde Smith stellvertretender US-Staatsanwalt im mittleren Bezirk von Tennessee (englisch United States District Court for the Middle District of Tennessee; kurz M. D. Tenn.) in Nashville. Er wurde im März 2017 nach dem Rücktritt von David Rivera zum leitenden US-Staatsanwalt ernannt und trat im September 2017 nach der Ernennung von Donald Q. Cochran zurück. 2017 wurde Smith zum Vizepräsidenten und Leiter der Rechtsabteilung der Hospital Corporation of America ernannt.
Am 7. Mai 2018 wurde Smith für eine vierjährige Amtszeit zum Chefankläger des Kosovo Specialist Chambers and Specialist Prosecutor’s Office (KSC & SPO) in Den Haag ernannt, die Kriegsverbrechen im Kosovokrieg untersuchen. Während seiner Zeit als Chefankläger erhob er Anklage gegen mehrere Personen, darunter Salih Mustafa und den zu dieser Zeit amtierenden Präsidenten des Kosovo, Hashim Thaçi. Smith trat das Amt am 11. September 2018 an und wurde am 8. Mai 2022 für eine zweite Amtszeit ernannt, bevor er am 18. November 2022 zurücktrat.

### Sonderermittler der Vereinigten Staaten

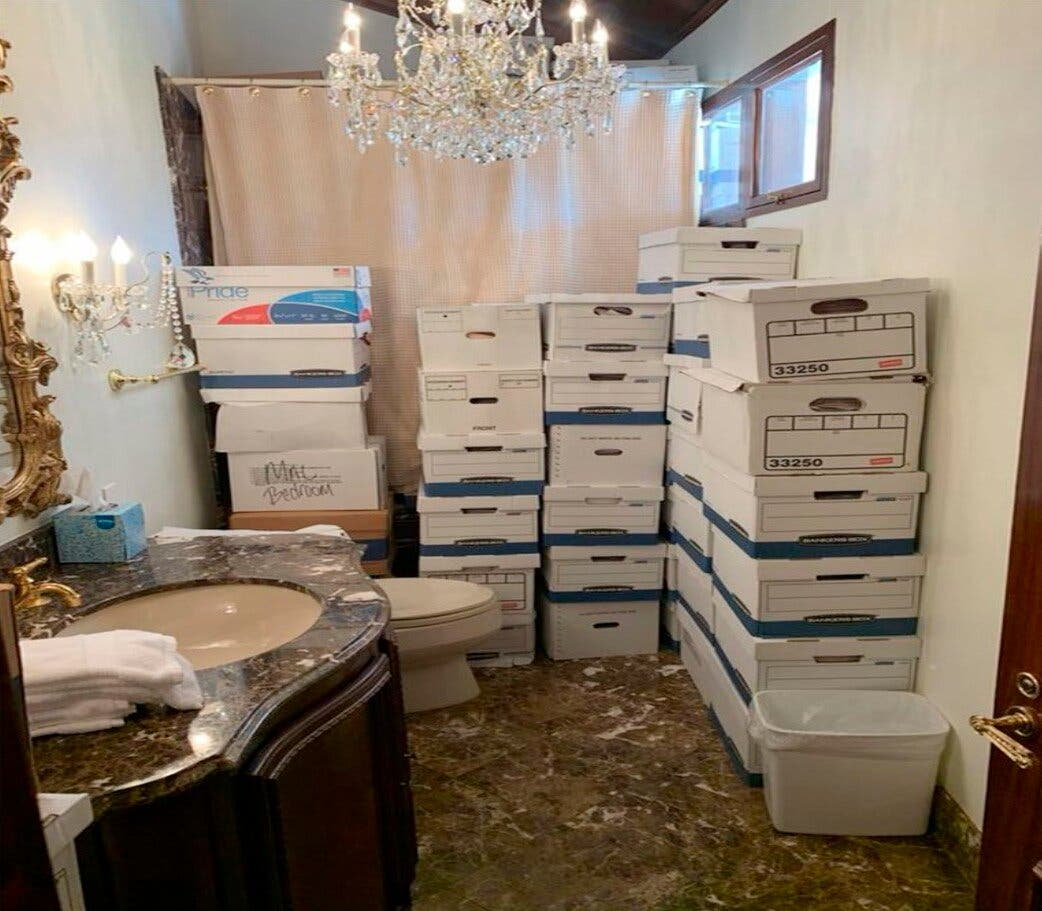
Vom Justizministerium fotografierte Kisten mit Dokumenten in einem Badezimmer des Mar-a-Lago

Am 18. November 2022 ernannte der United States Attorney General (Justizminister), Merrick B. Garland, Smith zum Sonderermittler, der die strafrechtlichen Ermittlungen zu Donald Trumps Handlungen im Zusammenhang mit dem Angriff auf das US-Kapitol am 6. Januar 2021, sowie zu Trumps Umgang mit der Lagerung von Regierungsunterlagen, einschließlich geheimer Dokumente, in seinem Anwesen in Mar-a-Lago leiten soll. Er arbeitete zunächst von den Niederlanden aus, während er sich von einem Beinbruch erholte, den er sich bei einem Zusammenstoß mit einem Motorroller beim Radfahren zugezogen hatte. Anfang Januar 2023 war Smith in die USA zurückgekehrt.
Am 8. Juni 2023 erhob eine Grand Jury Anklage gegen Trump wegen sieben Bundesstrafverfahren im Zusammenhang mit seinem Umgang mit geheimen Dokumenten. Dies ist das erste Mal in der amerikanischen Geschichte, dass ein amtierender oder ehemaliger Präsident in einem Bundesstrafverfahren von einem Bundesgericht in 37 Punkten angeklagt wurde, zu denen im Juli drei weitere Anklagepunkte hinzukamen. Am 1. August 2023 wurde Trump von einer Grand Jury in vier weiteren Anklagepunkten angeklagt, die mit seinen Versuchen, die Präsidentschaftswahlen 2020 zu kippen, und seinem Verhalten während des Angriffs auf das Kapitol zusammenhängen. Trump hatte nach seinem Wahlsieg im November 2024 angekündigt, Smith nach seinem Amtsantritt zu entlassen. Nach seinem Wahlsieg wurden beide Strafverfahren eingestellt; Smith trat am 12. Januar 2025 zurück, noch vor Trumps Amtseinführung.

## Persönliches
Smith ist Leistungssportler (Triathlet) und begann mit Mitte dreißig mit dem Schwimmen. Er hat mehr als 100 Triathlons und mindestens neun Ironman-Wettkämpfe in aller Welt absolviert. Am 23. Juli 2011 heiratete er Katy Chevigny, eine Dokumentarfilmerin, die durch Becoming, einen Dokumentarfilm über Michelle Obama aus dem Jahr 2020, bekannt wurde. Sie haben eine Tochter. Das Paar lebte ab 2018 in den Niederlanden, bevor sie im Dezember 2022 nach Washington, D.C. zogen, kurz nachdem Smith zum Sonderermittler ernannt worden war.

## Auszeichnungen
- U.S. Department of Justice Director's Award[37]
- U.S. Attorney General's Award for Distinguished Service[38]
- Federal Bar Association's Younger Federal Attorney Award[38]
- Eastern District Association's Charles Rose Award[37]
- Henry L. Stimson Medal of the New York County Bar Association[37]
- Harvard Law School Wasserstein Fellowship[39]